# Kosse
Kosse – miasto w Stanach Zjednoczonych, w stanie Teksas, w hrabstwie Limestone.